# (1259) Ógyalla
(1259) Ógyalla – planetoida z grupy pasa głównego asteroid okrążająca Słońce w ciągu 5 lat i 167 dni w średniej odległości 3,1 au. Została odkryta 29 stycznia 1933 roku w Landessternwarte Heidelberg-Königstuhl w Heidelbergu przez Karla Reinmutha. Nazwa planetoidy pochodzi od węgierskiej nazwy miasta Hurbanovo dziś leżącego na Słowacji. Przed nadaniem nazwy nosiła oznaczenie tymczasowe (1259) 1933 BT.